# Пентка, Иван Сергеевич
Иван Сергеевич Пентка (род. 22 января 1985 года, Кстово, Горьковская область, РСФСР) — российский спортсмен и тренер по тайскому боксу. Мастер спорта России международного класса. Заслуженный Мастер спорта России.

## Биография
В детстве занимался боксом, но прекратил тренировки из-за травмы. В юности играл на бас-гитаре в кстовских рок-группах. Учился в ННГУ на экономическом факультете.
Серьёзно начал заниматься тайским боксом довольно поздно (после 20 лет). Имел среди болельщиков прозвище «Добрый». Двукратный чемпион России (2009 и 2012). Трижды участвовал в чемпионатах мира по версии IFMA, в 2009 году завоевал бронзу, а в 2014 году — серебро.
Помимо любительских соревнований участвовал в профессиональных боях. В 2011 году одержал победу над тайцем Каоклаем Кэннорсингом в Китае.
Кроме того, в 2011 году провёл бой за звание чемпиона Европы по кикбоксингу К-1 по версии W5, в котором проиграл Андрею Герасимчуку нокаутом.

## Любительский спорт
- 2009 — Чемпионат России (Каспийск)  86 кг[источник не указан 203 дня]
- 2009 — Чемпионат мира IFMA (Таиланд)  86 кг[5]
- 2012 — Чемпионат России (Нижний Новгород)  91 кг[6]
- 2014 — Чемпионат мира IFMA (Малайзия)  91 кг[7][8]
- 2016 — Чемпионат Европы IFMA (Хорватия)  91 кг[9]
- Обладатель Кубка России (2010[источник не указан 203 дня], 2014[источник не указан 203 дня])

## Профессиональный спорт
- Чемпион СНГ среди профессионалов по версии muaythai-prof[источник не указан 203 дня]
- Чемпион мира среди профессионалов по версии TFC (Muay Thai)[источник не указан 203 дня]